# Терапија прихватањем и посвећеношћу
Терапија прихватањем и посвећеношћу, позната под акронимом АКТ (енгл. ACT — аcceptance and commitment therapy), јесте облик психотерапије и емпиријски заснована психолошка интервенција. Грана је клиничке бихејвиоралне анализе која се користи стратегијама прихватања и свесности уз стратегије посвећености и промене понашања ради повећања психолошке флексибилности. Првобитно је названа свеобухватним удаљавањем. Од 1982. усавршавао ју је Стивен Хејз. Настојао је да осмисли приступ који сједињује кључна обележја когнитивне терапије с бихејвиоралном анализом, нарочито с бихејвиоралним аналитичким подацима о негативним последицама вербалних правила и начину на који се она могу побољшати. За АКТ се примењују различити протоколи у зависности од циљаног понашања и поставке. На пример, у областима бихејвиоралног здравља краткотрајна верзија терапије се назива терапија усмереног прихватања и посвећености (ФАКТ, енгл. FACT — focused acceptance and commitment therapy).
Циљ терапије није да се отклоне тегобна осећања, него да се иде у корак с оним што живот доноси и да се „окрене цењеном понашању”.‍:240 Терапија позива људе да се отворе за непријатна осећања, науче да не реагују претерано на њих и да не избегавају изазове који се постављају пред њима. У погледу терапеутског учинка, АКТ тежи к томе да буде позитивна завојница у којој боље разумевање властитих емоција води к бољем разумевању истине. У терапији се „истина” мери концепцијом „употребљивости”, тј. ониме што функционише да би се направио још један корак к ономе што је важно.

## Техника

### Основе
АКТ је развијен у оквиру прагматичне филозофије која се назива функционални контекстуализам. Заснован је на теорији релационих оквира (РФТ), свеобухватној теорији језика и сазнања која је изведена из бихевиоралне анализе. И АКТ и РФТ су засновани на филозофији радикалног бихевиоризма Баруса Фредерика Скинера.
Терапија прихватањем и посвећеношћу се разликује од других врста когнитивно-бихевиоралне терапије (КБТ). Наиме, она не настоји научити људе да боље контролишу своје мисли, осећања, осећаје, сећања и друге приватне догађаје, већ их учи да само примете, прихвате и пригрле своје приватне догађаје, особито оне раније нежељене. АКТ помаже појединцу да ступи у додир с трансцендентним осећајем сопства познатим као „посматрајуће ја” (енгл. self-as-context) — сопство које је свепристуно и спознајно, а раздвојено од мисли, осећања, осећаја и сећања појединца. АКТ се труди да помогне појединцу да разјасни своје личне вредности и да предузме радњу у вези с њима уносећи више виталности и смисла у његов живот и повећавајући његову психолошку флексибилност.
АКТ претпоставља да су психолошки процеси нормалног људског ума неретко деструктивни. Основна концепција терапије јесте да је психолошка патња обично узрокована искуственим избегавањем, когнитивним заплетом и резултирајућом психолошком ригидношћу која доводи до неуспеха да се предузму неопходни бихевиорални кораци у складу с основним вредностима. Као једноставан начин сажимања модела, АКТ сматра да многи проблеми проистичу из концепата представљених у акрониму FEAR („страх”):
- Стапање с властитим мислима (F — fusion)
- Вредновање искуства (E — evaluation)
- Избегавање властитог искуства (A — avoidance)
- Образлагање властитог понашања (R — reason-giving)

A здрава алтернатива је АКТ (ACT):
- Прихватање својих мисли и емоција (A — accept)
- Бирање цењеног смера (C — choose)
- Предузимање радње (T — take action)

### Начела
Како би помогла клијентима да развију психолошку флексибилност, терапија следи шест основних начела:
1. Когнитивна дефузија; обухвата методе учења за смањење склоности к опредмећењу мисли, слика, емоција и сећања.
2. Прихватање; допуштање нежељеним приватним искуствима (мисли, осећања и нагони) да дођу и оду без сукобљавања с њима.
3. Контакт са садашњим тренутком; свест о овдашњости и садашњости, доживљена уз отвореност, интересовање и пријемчивост.
4. Посматрајуће сопство; приступ трансцендентном осећају сопства, постојаности свести која је непроменљива.
5. Вредности; откривање онога што је најважније за особу.[13]
6. Посвећена радња; постављање циљева у складу с вредностима и њихово одговорно спровођење у служби смисленог живота.

Корелациони докази су открили да одсуство психолошке флексибилности предвиђа многе облике психопатологије. Метаанализа из 2005. показала је корелационим методама да наведених шест начела у просеку чине 16—29% варијансе у психопатологији (опште ментално здравље, депресија, анксиозност).‍:12–13 Метаанализа 68 лабораторијских студија о компонентама терапије из 2012. такође је пружила потпору за везу између концепата психолошке флексибилности и специфичних компоненти.

## Повезани чланци
- Бихевиорална психотерапија
- Контекстуализам
- Одбрамбени механизам
- Хуманистичка психологија
- Позитивна психологија